# Wohn- und Wirtschaftsgebäude Am Mönkhof 10
Das Wohn- und Wirtschaftsgebäude Am Mönkhof 10 in der niedersächsischen Gemeinde Ritterhude stammt aus der Mitte des 19. Jahrhunderts. Aktuell (2025) wird es als Wohnhaus und Praxis genutzt.
Das Gebäude steht unter Denkmalschutz (siehe auch Liste der Baudenkmale in Ritterhude).

## Geschichte und Beschreibung
1182 wurde Hude erstmals in einer Urkunde des Klosters Osterholz erwähnt. Nach dem Ritter von Hude wurde der Ort später benannt.
Das eingeschossige giebelständige Gebäude als Zweiständer-Hallenhaus in Rasterfachwerk mit Steinausfachungen und reetgedecktem Krüppelwalmdach, Niedersachsengiebel mit Uhlenloch und Grooter Door mit Korbbogen wurde 1820 (Inschrift) gebaut.
Das Landesdenkmalamt befand u. a.: „… regionstypisches Hallenhaus in Zweiständerkonstruktion …“